# Liste der venezolanischen Botschafter in der DDR
Liste venezolanischer Botschafter in der DDR.

## Botschafter
| Ernannt       | Akkreditiert  | Name                       | Bemerkungen            | ernannt von          | akkreditiert bei | Posten verlassen |
| ------------- | ------------- | -------------------------- | ---------------------- | -------------------- | ---------------- | ---------------- |
| 9. Jan. 1975  |               | Antonio González Carbuccia | Geschäftsträger ad-hoc | Carlos Andrés Pérez  | Willi Stoph      |                  |
| 20. Juli 1976 |               | Paúl Heyden Sosa           |                        | Carlos Andrés Pérez  | Erich Honecker   | 11. Aug. 1981    |
| 11. Aug. 1981 | 1. Okt. 1981  | Fernando Gerbas            |                        | Luís Herrera Campíns | Erich Honecker   | 18. Juli 1984    |
| 26. Juni 1984 | 30. Sep. 1984 | Francisco Alvarez Chacín   | [ 1 ]                  | Jaime Lusinchi       | Erich Honecker   |                  |
| 18. Juli 1985 |               | Erik Becker                | Gesandter              | Jaime Lusinchi       | Erich Honecker   | 1989             |
| 18. Juli 1985 |               | Rodolfo Molina Duarte      |                        | Jaime Lusinchi       | Erich Honecker   | 16. Sep. 1987    |
| 18. Sep. 1987 | 13. Nov. 1987 | José Luis Salcedo Bastardo |                        | Jaime Lusinchi       | Erich Honecker   |                  |

## Galerie der Botschaft

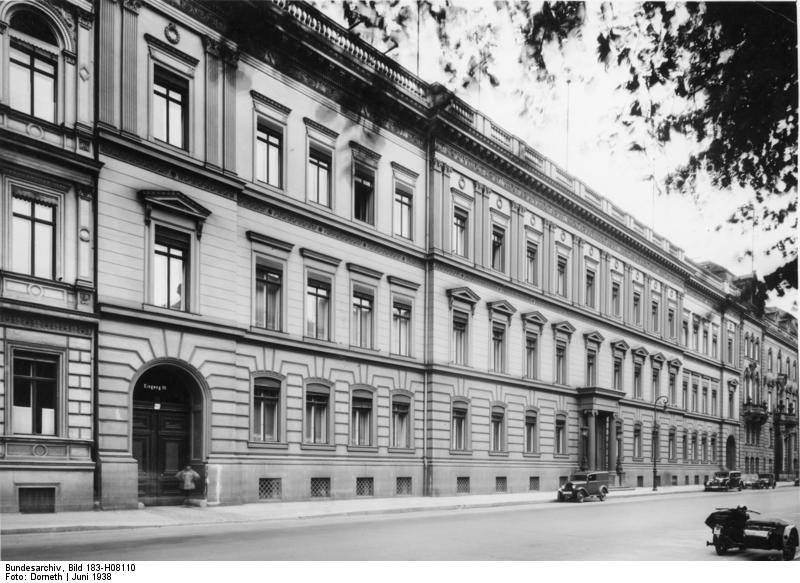
Gebäude des Preußischen Justizministeriums Wilhelmstraße 65, ein Ort im Hinterland der Berliner Mauer, konnte von 1964 bis 1993 als Otto-Grotewohl-Straße 5, südlich der Clara-Zetkin-Straße lokalisiert werden.
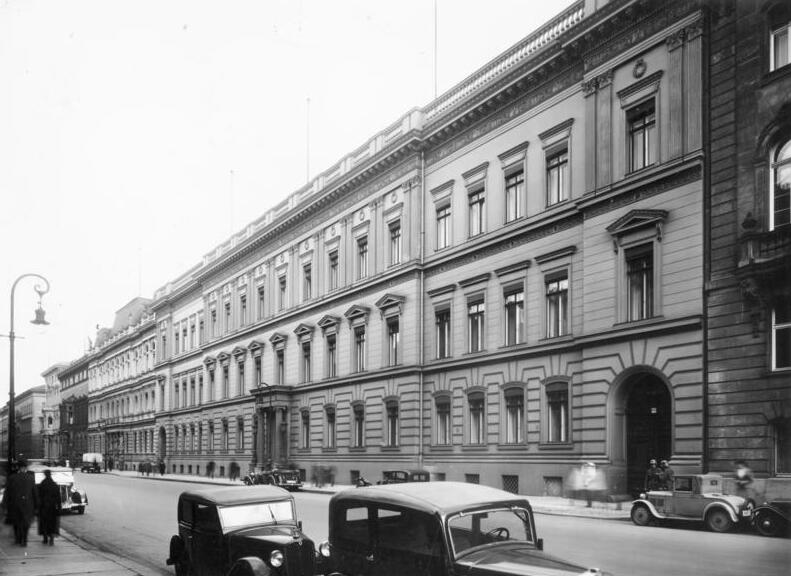
Neben der venezolanischen, hatten hier die niederländische, die syrische die afghanische, die griechische, die pakistanische und die portugiesische Regierung sowie die Kommerzielle Koordinierung eine Vertretung.
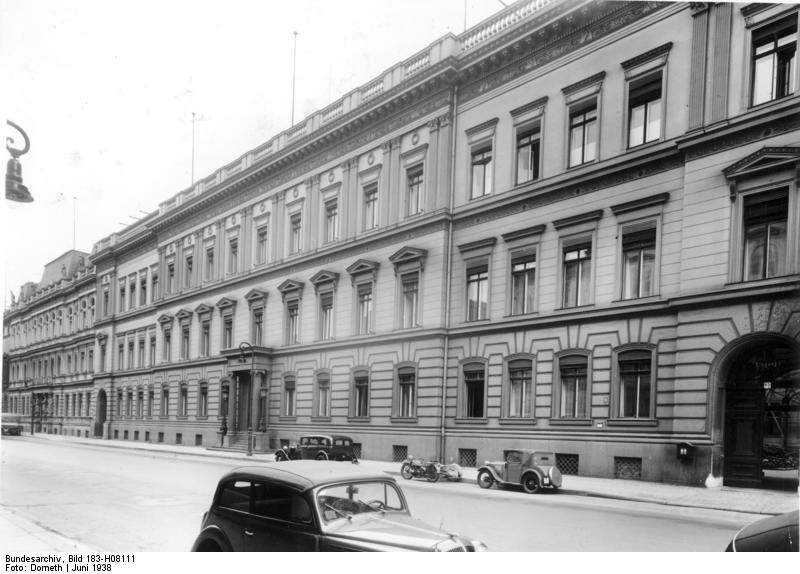
Juni 1938 Fotograf: Dorneth